# Марко Новаковић (бан)
Марко Новаковић, из Шапца, окружни начелник у Крушевцу 1918-1922, затим велики жупан Крушевачке области 1922-1924 и касније бан. 

## Биографија
После завршених правних студија у Београду био је секретар београдске општине, одакле прелази у министарство финансија и као стипендист провео је две године на студијама у Швајцарској и Француској на проучавању самоуправе и њиховог буџетирања. Од 1907. године прелази у полицију и до 1927. године је у тој служби када је и пензионисан. За време рата био је делегат Краљевске Владе на Корзици. Од 19. априла 1936. године и ако пензионер постављен је за бана Моравске бановине, две године касније за бана Вардарске бановине.